# Wake me up (倉木麻衣の曲)
「Wake me up」（ウェイク・ミー・アップ）は、倉木麻衣の楽曲で、2枚目のDVDシングル。2014年2月26日にNORTHERN MUSICからDVDシングルとして発売。

## 概要
前作「TRY AGAIN」より約1年ぶりとなる新曲で、DVDシングルとしては2011年リリースの「Strong Heart」以来2作目。デビュー15周年を迎える倉木麻衣の15周年YEAR第一弾リリース作品としてアナウンスされた。
一般には初回限定盤と通常盤の2形態で発売。ファンクラブ会員とMusing会員限定でFC & Musing盤が発売された。3形態ともジャケット写真が異なっている。FC & Musing盤には特典として「Wake me up」Music Clipメイキング映像視聴URL・QRコード、MAI KURAKI ORIGINAL 携帯待受画像 ダウンロードURL・QRコードがついている。またFC & Musing盤のジャケットはアナログ・レコードLP盤サイズ使用となっている。
楽曲は2014年の実写映画『魔女の宅急便』主題歌で、本作のミュージック・クリップには同映画の主人公・キキ役の小芝風花が出演している。

## シングル収録トラック
DVD
1. Wake me up (Music Clip)
2. Wake me up (Live @Mai Kuraki COUNTDOWN LIVE 13-14 〜あRE:がとう!一期一会!〜)

Bouns Disc（CD）
1. Wake me up (4:23)
作詞：倉木麻衣 / 作曲・編曲：徳永暁人
  - 東映系映画『魔女の宅急便』主題歌
2. always giving my heart (4:51)
作詞：倉木麻衣 / 作曲・編曲：徳永暁人
3. Wake me up -Instrumental- (4:22)
作曲・編曲：徳永暁人

## 収録アルバム
- MAI KURAKI BEST 151A -LOVE & HOPE-（#1）